# The Wings of Eagles
The Wings of Eagles é um filme estadunidense de 1957, que trata da introdução da aviação na Marinha dos Estados Unidos e versa sobre a vida de Frank "Spig" Wead, um entusiasta dos hidroaviões, além de roteirista de Hollywood e comandante na II Guerra Mundial. O diretor John Ford era amigo de Spig e o homenageou com o filme.

## Sinopse
Frank Wead é um piloto de hidroaviões que tenta fazer com que seus superiores nos anos 20 municiem a marinha com esse tipo de equipamento. Sua dedicação o faz se separar da família.
Detentor de alguns recordes da aviação, Wead consegue convencer os almirantes a que o deixem entrar em uma competição com o exército, para ver quem conseguirá dar a volta ao mundo primeiro. Mas uma briga entre as duas equipes em um clube faz com que seus superiores desistam da corrida e deixem o voo para o exército . Em 1923, Wead se inscreve na Copa Schneider (criada pelos franceses em 1913) e, numa disputa com aviões de vários países, ele e sua equipe conseguem ganhar a taça. Na comemoração, acontece outra briga com soldados do exército.
Com sua fama e habilidade, Wead consegue o posto de tenente comandante do Esquadrão Naval, mas um acidente caseiro o deixa paralítico. Com o apoio dos amigos ele consegue uma carreira de roteirista cinematográfico . Quando estoura a II Guerra Mundial, ele volta à ativa, mesmo com sua deficiência.

## Elenco principal
- John Wayne.... Frank "Spig" Wead
- Dan Dayley.... "Jughead" Carson
- Maureen O'Hara.... Minnie
- Kenneth Tobey.... capitão Herbert Allen Hazard
- Stuart Holmes .... Produtor (não-creditado)

## Recepção e bilheteria
O Rotten Tomatoes apresenta uma taxa de aprovação de quarenta por cento para o filme, com base em cinco análises. A Metro-Goldwyn-Mayer relatou que o filme arrecadou 2,3 milhões de dólares nos Estados Unidos e Canadá, e 1,35 milhão de dólares no resto do mundo, resultando em uma perda de 804 mil dólares.